# РАФ (футбольный клуб, 2001)
Футбо́льный клуб РАФ Е́лгава (латыш. Futbola klubs RAF Jelgava) — бывший латвийский футбольный клуб из города Елгава.

## История
Футбольный клуб РАФ был основан в начале 2001 года, и, благодаря решению Латвийской футбольной федерации, клубу сразу же было предоставлено место в Первой лиге Латвии. Новообразованный клуб не имел никакого отношения к ранее существовавшему заводу РАФ. 
РАФ в Первой лиге провёл три сезона, с 2001 по 2003 год, и в то время являлся сильнейшим клубом Елгавы. В начале 2004 года РАФ объединился с другой елгавской командой «Виола», основав футбольный клуб «Елгава».

## Результаты выступлений
| Сезон | Лига        | Место | И  | В  | Н  | П  | Голы    | О   |  | Кубок       |
| ----- | ----------- | ----- | -- | -- | -- | -- | ------- | --- |  | ----------- |
| 2001  | Первая лига | 4     | 28 | 14 | 6  | 8  | 62‒33   | 48  |  | 1/8 финала  |
| 2002  | Первая лига | 5     | 28 | 12 | 2  | 14 | 47‒47   | 38  |  | 1/16 финала |
| 2003  | Первая лига | 7     | 27 | 8  | 4  | 15 | 33‒62   | 28  |  | 1/16 финала |
| Всего | Всего       | Всего | 83 | 34 | 12 | 37 | 142‒142 | 114 |  |             |